# Auguste Beernaert
Auguste Marie François Beernaert (Ostenda, 26 luglio 1829 – Lucerna, 6 ottobre 1912) è stato un politico belga, vincitore, insieme a Paul d'Estournelles de Constant, del Premio Nobel per la pace nel 1909, per la sua attività in seno alla Corte permanente di arbitrato.

## Biografia
Nel 1873 fu nominato Ministro dei Lavori Pubblici nel governo di Jules Malou. In questo ruolo, diede un impulso al miglioramento del sistema ferroviario, di quello stradale e di quello dei canali. Nel 1884 divenne Ministro del Dipartimento dell'Agricoltura, dell'Industria e dei Lavori Pubblici. Nello stesso anno, Leopoldo II lo nominò Primo ministro. Rimase in carica dal 26 ottobre 1884 al 26 marzo 1894. In seguito, entrò a far parte dell'Unione Interparlamentare, e fu presidente in molte conferenze dell'organizzazione. Dopo il 1899 fu anche Presidente del Consiglio dell'Unione Interparlamentare, e dal 1907 fu a capo del suo Comitato Esecutivo. Rappresentò, inoltre, il Belgio presso le Conferenze dell'Aia del 1899 e del 1907.